# 房裡蔡泉盛號
24°26′07″N 120°38′49″E / 24.4352°N 120.6470°E
房裡蔡泉盛號位於臺灣苗栗縣苑裡鎮，於民國九十五年（2006年）10月26日公告為苗栗縣縣定古蹟。該建築為當地蔡姓家族的住商混合建築，原為前有院牆的三合院，後加蓋房子並以蔡泉盛號的商號經營榨油生意。

## 沿革
蔡泉盛號創立於日治時期明治三十年（1897年），為蔡家經營蓆帽的代表商號，而建築物的正廳與左右護龍則興建於昭和元年（1926年），歷經昭和十年（1935年）臺灣中部的大地震而未損，到了民國三十四年（1945年）加蓋前屋後成為二進一院的四合院，之後前進在民國三十六年（1947年）經營榨油業。

## 建築
蔡家古厝為四合院，大量使用磚頭為其特色，而這些磚頭大多是福建名窯所燒製而成，此外古厝的木材也是來自福州。
古厝由正廳、門廳與兩側廂房所組成，中間的天井用院牆隔出內外埕，而廂房也以此牆為界分為內外廂房，內廂房為主人、內眷住所，且於內院左廂房正門上有「積善家」三字，內院右廂房正門上則有「芝蘭室」三字，至於外廂房則是長工、親友訪客住所或倉庫。
正廳大門上書有「濟陽世澤」四字，門前有四根磚柱，兩根是壁柱，另外兩根則是圓柱，而圓柱所用的弧形磚則是出自福建的官窯。